# 大溪地足球總會
大溪地足球總會是專門管轄法屬波利尼西亞足球事務的組織。大溪地足球總會成立於1938年，並在1990年加入國際足球協會，同年加入大洋洲足球協會。

## 外部連結
- （法文） 官方網頁（页面存档备份，存于）
- 國際足協網頁（页面存档备份，存于）
- 大洋洲足協網頁